# Франквьель
Франквье́ль (фр. Franquevielle, окс. Francavièla) — коммуна во Франции, находится в регионе Юг — Пиренеи. Департамент — Верхняя Гаронна. Входит в состав кантона Монрежо. Округ коммуны — Сен-Годенс.
Код INSEE коммуны — 31197.

## География

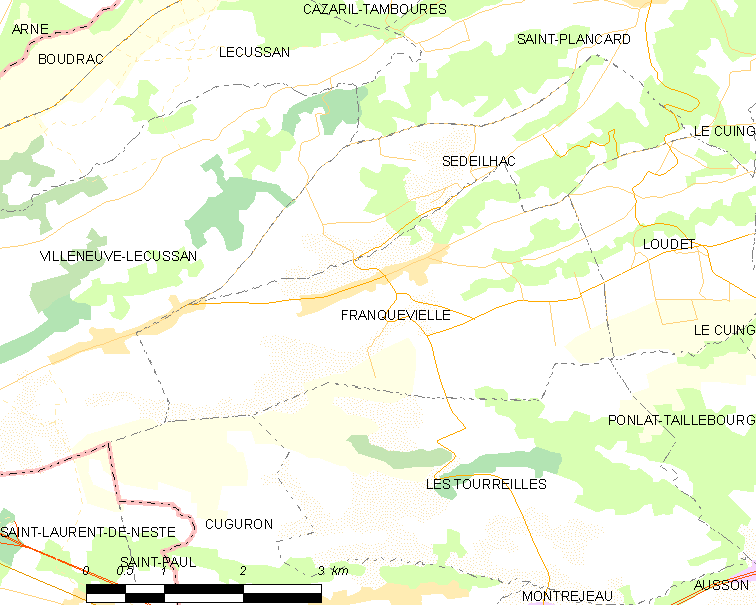
Карта коммуны

Коммуна расположена приблизительно в 660 км к югу от Парижа, в 90 км к юго-западу от Тулузы.
По территории коммуны протекает река Луж.

## Климат
Климат умеренно-океанический. Зима мягкая и снежная, весна характеризуется сильными дождями и грозами, лето сухое и жаркое, осень солнечная. Преобладают сильные юго-восточные и северо-западные ветры.

## Население
Население коммуны на 2010 год составляло 361 человек.
| 1962 | 1968 | 1975 | 1982 | 1990 | 1999 | 2010 |
| ---- | ---- | ---- | ---- | ---- | ---- | ---- |
| 433  | 403  | 362  | 379  | 349  | 333  | 361  |

## Администрация
| Период | Период | Фамилия        | Партия | Примечания |
| ------ | ------ | -------------- | ------ | ---------- |
| 1998   | 2014   | Пьерет Мартен  |        |            |
| 2014   | 2020   | Виржини Никола |        |            |

## Экономика
В 2010 году среди 216 человек трудоспособного возраста (15—64 лет) 159 были экономически активными, 57 — неактивными (показатель активности — 73,6 %, в 1999 году было 72,1 %). Из 159 активных жителей работали 143 человека (72 мужчины и 71 женщина), безработных было 16 (9 мужчин и 7 женщин). Среди 57 неактивных 19 человек были учениками или студентами, 30 — пенсионерами, 8 были неактивными по другим причинам.

## Достопримечательности
- Церковь Нотр-Дам